# Bienias
Bienias – polskie nazwisko odimienne, pochodzące od zdrobnień imion Benedykt (od łacińskiego wyrazu benedictus - błogosławiony (bene ‘dobrze’ i dico, -ere ‘mówić’) lub Beniamin.

## Historia
Forma nazwiska Bienias została po raz pierwszy użyta w źródłach z 1744, 1788 i 1793 roku, wcześniej bo od 1323 i udokumentowane kolejno w latach 1399, 1485 nazwisko to było zapisywane jako Bieniasz, Bieniesz.

## Liczebność
Obecnie na terytorium Rzeczypospolitej Polskiej żyje blisko 3230 osób o tym nazwisku, z czego najwięcej zameldowanych jest w Warszawie, a następnie w Łodzi, Krakowie i Jaśle. Nazwisko Bienias jest również często spotykane wśród Polonii amerykańskiej głównie w stanie Illinois i Nowym Jorku oraz w Niemczech: szczególnie w Nadrenii Północnej-Westfalii, Hamburgu i Badenii-Wirtembergii, gdzie żyje blisko 370 osób o tym nazwisku Od końca XIX wieku nazwisko Bienias można spotkać w Australii w stanie Wiktoria.

## Przyrostek -as
Sufiks -as był używany w tworzeniu polskich nazw osobowych pochodzących od imion chrześcijańskich oraz w apelatywach (przezwiskach, też gwarowych), np. Fran-as (od Franciszek), Goł-as (od goły), Biał-as (od biały).
Rzadko spotykaną obocznością nazwiska jest forma Bieniasch spotykana głównie w Niemczech i Australii.

## Znane osoby noszące to nazwisko
- Andrzej Bienias – polski aktor filmowy i teatralny,
- Andrea Bienias – niemiecka lekkoatletka, halowa Mistrzyni Europy 1986 w skoku wzwyż,
- Jan Bienias – podporucznik piechoty, cichociemny, powstaniec warszawski,
- Krzysztof Bienias – polski bokser zawodowy, mistrz interkontynentalny federacji WBO,
- Lidia Bienias – polska aktorka telewizyjna i teatralna